# Chaitén

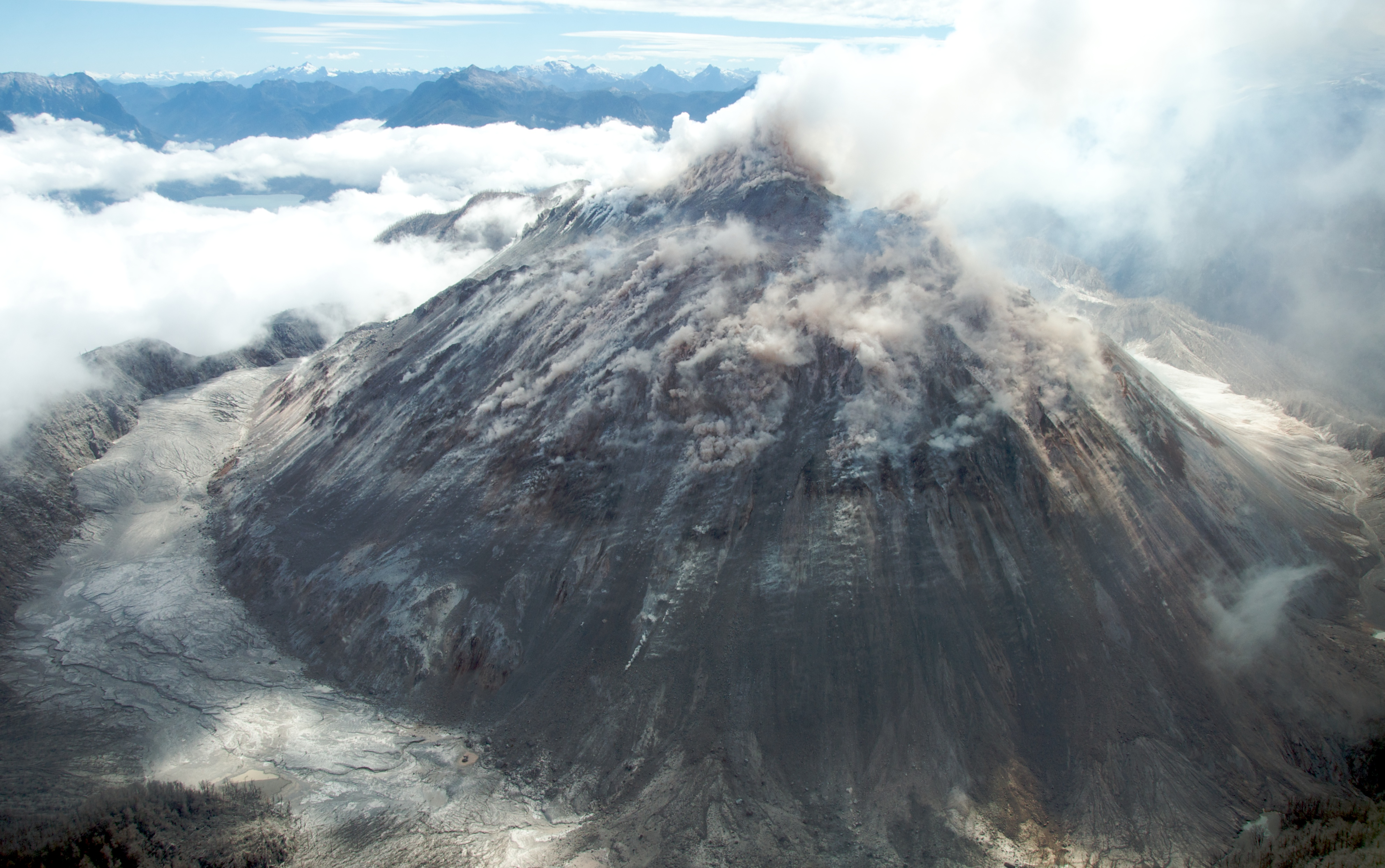
Imatge del con del chaitén cap al 2009

El Chaitén és un volcà xilè del tipus caldera a 10 km al nord-est de la ciutat de Chaitén, capital de la província de Palena, a la Regió dels los Lagos. El 2 de maig de 2008 va entrar en erupció després de segles sense activitat, cosa que va produir massives evacuacions de la població de la ciutat de Chaitén i voltants. El volcà obté el seu nom del mapudungun chain-chaitun, "colar en canastra".

## Geomorfologia

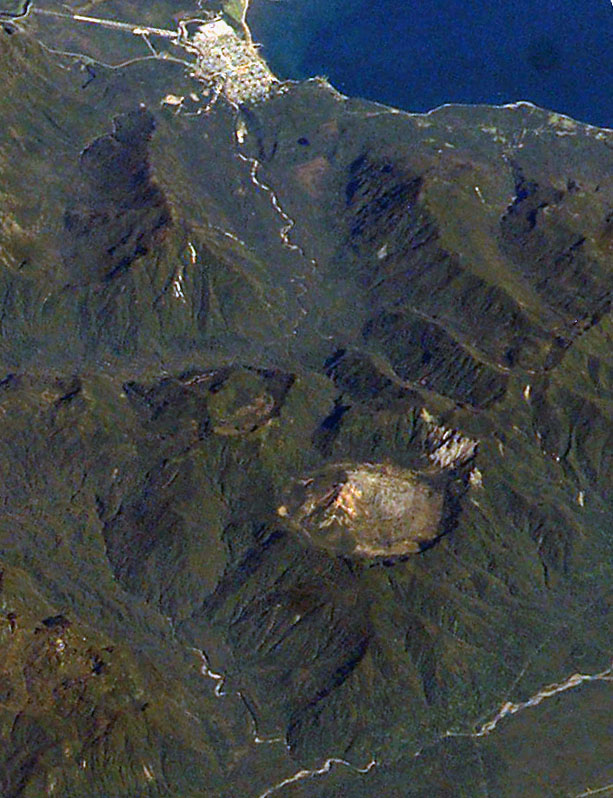
Vista del volcà Chaitén en 2003. Al fons es hi ha la ciutat de Chaitén.

És un petit volcà sense glaceres corresponent a Plistocè tardà amb una volta de lava o caldera de 3 km de diàmetre originada a l'Holocè on hi ha un dom de lava riolític format fa milers d'anys en alguna erupció al costat de dues petites llacunes al sector nord i oest.
Antigament, la zona era poblada per pobles indígenes que usaven material del dom de lava del volcà com a matèria primera per als seus artefactes, i aquests s'han trobat al llarg de la costa del Pacífic fins i tot a 400 km del volcà amb data d'antiguitat del 5610 aC, la qual cosa afirma que en aquelles dates el volcà estava inactiu. El Govern de Xile es va interessar a conèixer i explorar la zona costanera de Chiloé Continental a mitjan segle xix amb la colonització de Llanquihue, iniciada per Bernardo Philippi i Vicente Pérez Rosers l'any 1840, si bé hi hagué visites esporàdiques de talladors de làrix originaris dels arxipèlags de Calbuco i Chiloé, i van ser persones procedents d'aquests mateixos llocs els qui van acabar per assentar-se a la província.
En mapes cartogràfics i també pels vilatans era anomenat Cerro Chaitén, sent que el vulcanòleg Óscar González-Ferrán en el seu llibre "Atlas de los volcanes de Chile" de 1994 afirmava que en realitat el turó era un volcà i batejant-lo amb el nom de la ciutat que a una desena de quilòmetres. El massís, juntament amb altres sectors patagons, ha estat de gran interès d'empreses mineres doncs hi havia jaciments de minerals com a or, coure i plata i han causat alarma en la comunitat doncs no volen que siguin explotats per l'alta contaminació que això portaria.
El primer registre històric d'erupcions del volcà és l'ocorreguda a partir del 2 de maig de 2008. D'acord al Global Volcanism Program del Smithsonian Institution, les anàlisis geològiques daten un període d'inactivitat de més de 9 mil·lennis, situant la seva erupció prèvia cap al 7420 aC, amb una desviació estàndard de 75 anys. Un estudi posterior del Servei Nacional de Geologia i Mineria (Sernageomin) va estimar que cap a finals del segle XVII hi hagué una erupció similar a la del 2008.
La seva última erupció el 2008 ha estat la de major magnitud a Xile des de l'ocasionada pel volcà Quizapú a la Regió del Maule ocorreguda en 1932. Existeix preocupació en els experts per la proximitat del volcà amb la falla geològica Liquiñe-Ofqui, la mateixa que es va activar amb el terratrèmol d'Aysén del 2007, doncs en el volcà Puyehue que també està en la falla es registren activitats subterrànies des de fa un any, la qual cosa ha posat en alerta a les autoritats davant futurs esdeveniments a la zona sud de Xile.

## Erupcions del 2008-2009
El 17 d'abril, cap a les 8.45 (UTC-4), es va produir un segon període d'activitat eruptiva informant que els dos primers focus d'emanació que sorgien del cràter s'havien unit, formant un de major dimensió que segons càlculs preliminars mesuraria uns 800 m de diàmetre, augmentant l'expulsió de cendra i arribant a més de seguir complicant a les localitats de la cordillera. La ploma de cendra va arribar a la tarda fins a la ciutat de Viedma, en les costes del mar Argentí, havent de suspendre classes i tota l'activitat al sector sud de la província de Río Negro. Amb l'aparició de vents del nord les cendres es van escampar per gran part del sud argentí, i els vents amb cendra van arribar a Buenos Aires, la capital argentina, l'endemà. Per això, diverses empreses aèries com American Airlines i United Airlines van resoldre suspendre els seus vols amb escales a la capital argentina degut a la presència de cendres en suspensió a 3.500 m d'altura.
Amb l'objecte d'agilitar el procés d'evacuació i evitar víctimes fatals producte de l'activitat volcànica, el govern de Xile, de Michelle Bachelet, va interposar davant la Cort d'Apel·lacions de Puerto Montt un recurs de protecció. I això es va aconseguir el 8 de maig doncs una nova erupció ocorreguda durant les primeres hores va mobilitzar l'evacuació forçosa dels últims que quedaven en un radi de 30 km del volcà, novament la columna eruptiva es va elevar sobre els 40 km, sumant després 20 km formant un radi de 50 km d'àrea de seguretat, traslladant-los a un internat que serveix com a alberg a la Vila Saint Lucia, a 77 km al sud de Chaitén, i van tancar els camins a la zona de risc prohibint el pas per seguretat.
El volcà va mantenir la seva activitat des de l'evacuació total. El 12 de maig, un vulcanòleg del Observatorio Vulcanológico de los Andes del Sur (Ovdas) va detectar un tercer cràter a la caldera del Chaitén, mentre que a l'Argentina se suspenien els vols cap al sud pel nivell de cendra present a l'ambient.

### Erupció de febrer del 2009
El 18 de febrer de 2009, el nou dom que es va formar al cràter del volcà va explotar pel seu costat sud, i formant una esquerda de més d'un quilòmetre. Des d'allí va sortir gran quantitat de gasos, cendres i piroclastos que van arribar a només quatre quilòmetres de Chaitén, on també hi ha construccions aïllades, i al riu Blanco, el qual va experimentar una crescuda parcial. Durant l'explosió del 19 de febrer es van mobilitzar 30 milions de tones de material, baixant els residus a la vall a prop de 200 km/h i a 500 °C. Abans, ja s'havien registrat col·lapses al nord i a l'est.
Aquestes erupcions eren laterals, corresponents a fluxos piroclàstics que baixaven per la vall, que si bé eren constants tenien diferents graus d'intensitat. Malgrat que es temé que les parets del dom podrien cedir, generant un al·luvió a través dels cursos d'aigua que sepultaria Chaitén, cosa que finalment no va ocórrer. D'altra banda, geofísics de la Universitat de Tarapacá van constatar emanacions de vapor a la part mitjana del riu Chaitén, i van afirmar que és impossible tornar a viure a la ciutat, doncs hi hauria un risc important d'ocurrència de pluja àcida.
Als mesos següents, el volcà va començar a disminuir la seva activitat eruptiva, encara que el SERNAGEOMIN va mantenir l'alerta vermella. Al juny de 2008, davant el descens de l'activitat sísmica i de fumaroles del massís, aquesta institució va disminuir el nivell d'alerta per primer cop a alerta groga nivell 4, producte que és un volcà impredictible que segueix amb activitat a nivell sistèmic però baixa, que podria generar possibles fluxos piroclàstics i lahars.

### Víctimes i danys
L'única víctima relacionada amb aquests fets ha estat una anciana de 92 anys resident a l'asil de la ciutat, qui va morir en un dels transbordadors mentre era traslladada a Puerto Montt a causa d'una malaltia que patia.
Altres perjudicats foren els més de 20.000 animals que van quedar a la zona de risc i sectors com Futaleufú (cap a on es dirigeixen les cendres); principalment bovins i ovins, i uns altres com a aviram, gossos i gats que no van poder ser traslladats i que estigueren sense aliments ni aigua neta per beure, a més de la cendra que queia sobre ells.
Amb l'eina legal que insistia a despoblar l'àrea de risc a 50 km al voltant del volcà, grups proanimals han insistit a les autoritats perquè siguin enviats a la zona i així salvar a la major quantitat d'animals possibles, preferentment gossos i gats de pobladors de la zona que lliuraren a aquests grups les claus de les seves cases, així com ajudar en tant que sigui possible als altres animals.
També hi hagué preocupació per part de pescadors de la zona, perquè els materials i les cendres del volcà caigudes a les aigües marines del Golf de Corcovado han contaminat diverses àrees de pesca, la qual cosa afectarà els seus futurs laborals.
En el 2009 es va decidir que Chaitén no seria reconstruïda sinó traslladada a la zona de Santa Bárbara, poble al nord del volcà, però finalment, al desembre de 2010, es va fer marxa enrere a aquest projecte. Chaitén va ser reconstruïda a la seva zona nord, i continua sent la capital provincial.

## Estudis geològics posteriors i erupcions prèvies
S'han efectuat diverses recerques després de l'erupció del 2008, ampliant els antecedents eruptius del Chaitén mitjançant anàlisi tefrocronològics (datació de la tefra o dipòsits eruptius). S'han comptabilitzat almenys cinc erupcions explosives durant l'Holocè incloent la del 2008. A continuació hi ha una llista dels resultats obtinguts, des de la més antiga a la més recent:
| Nom de l'erupció | Data              | Comentari                                                                               |
| ---------------- | ----------------- | --------------------------------------------------------------------------------------- |
| Cha1             | ca. 9750 BP       | Considerada la generadora de la caldera                                                 |
| s/n              | 7,6-7,3 ca BP (?) | S'han de fer estudis més detallats                                                      |
| Cha2/Mic2        | 4950 BP ± 100     | Atribuïda inicialment al Michinmahuida.                                                 |
| Cha3             | no datada         | entorn dels 2000 BP (anterior)                                                          |
| Cha4             | no datada         | entorn dels 2000 BP (posterior)                                                         |
| Segle xvii       | ca. 1644          | Entre el 1625 i 1658. Possible registre en carta nàutica. Seria la prèvia a la de 2008. |
| Cha2008          | 2008              | Descrita en el cos principal de l'article                                               |

## Galeria d'imatges

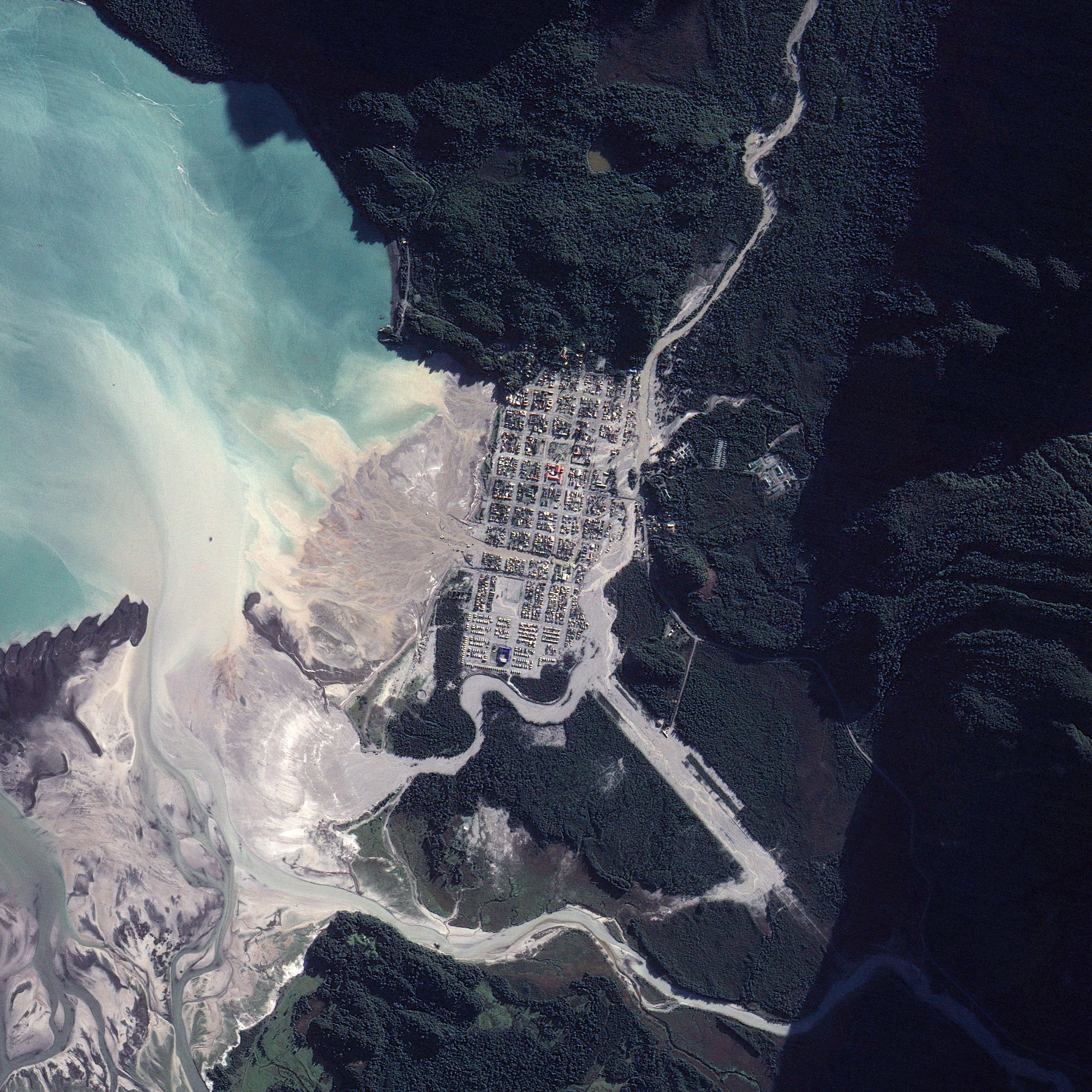
Imatge de satèl·lit de la ciutat de Chaitén cap al maig del 2008
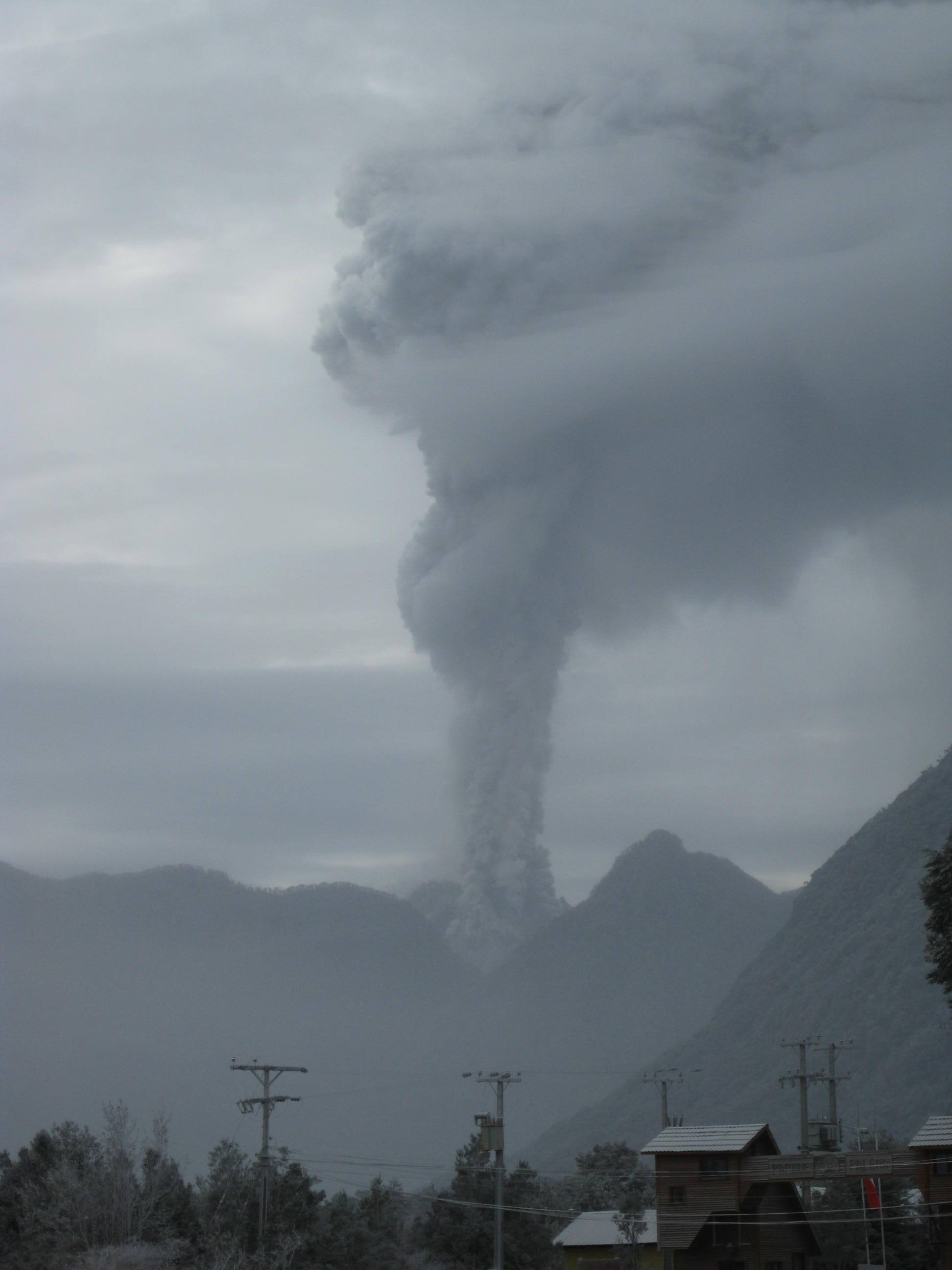
Columna eruptiva del volcà, vista des de la ciutat de Chaitén.
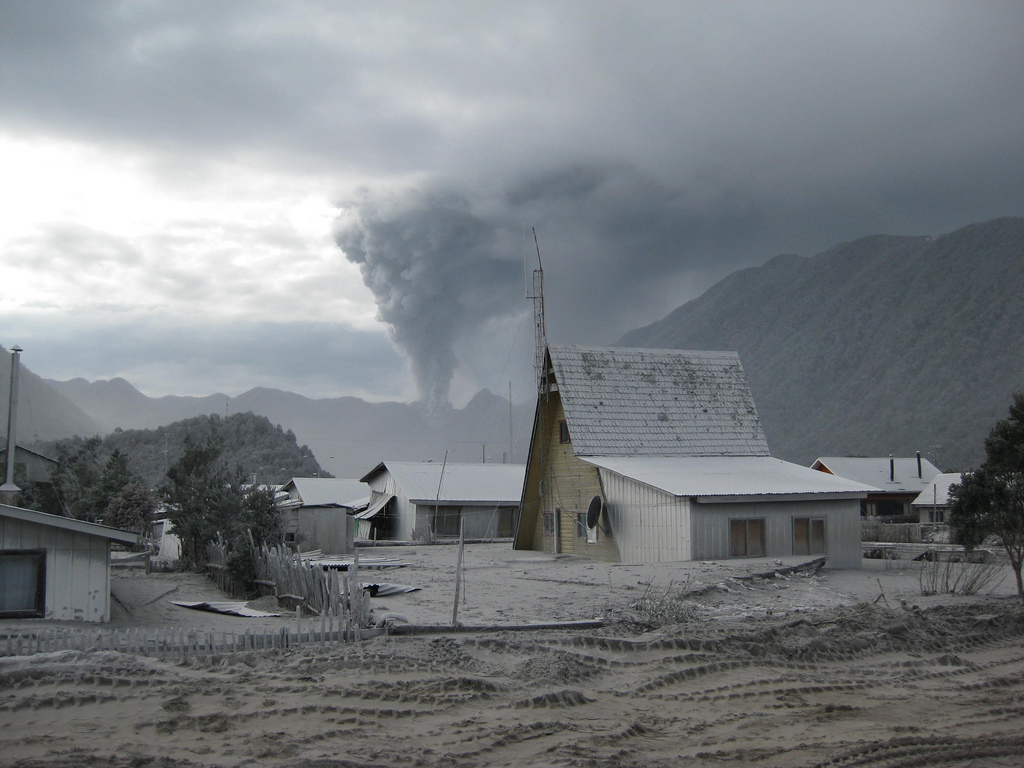
En la imatge es mostra a la ciutat coberta de cendra volcànica i al fons s'observa el volcà.
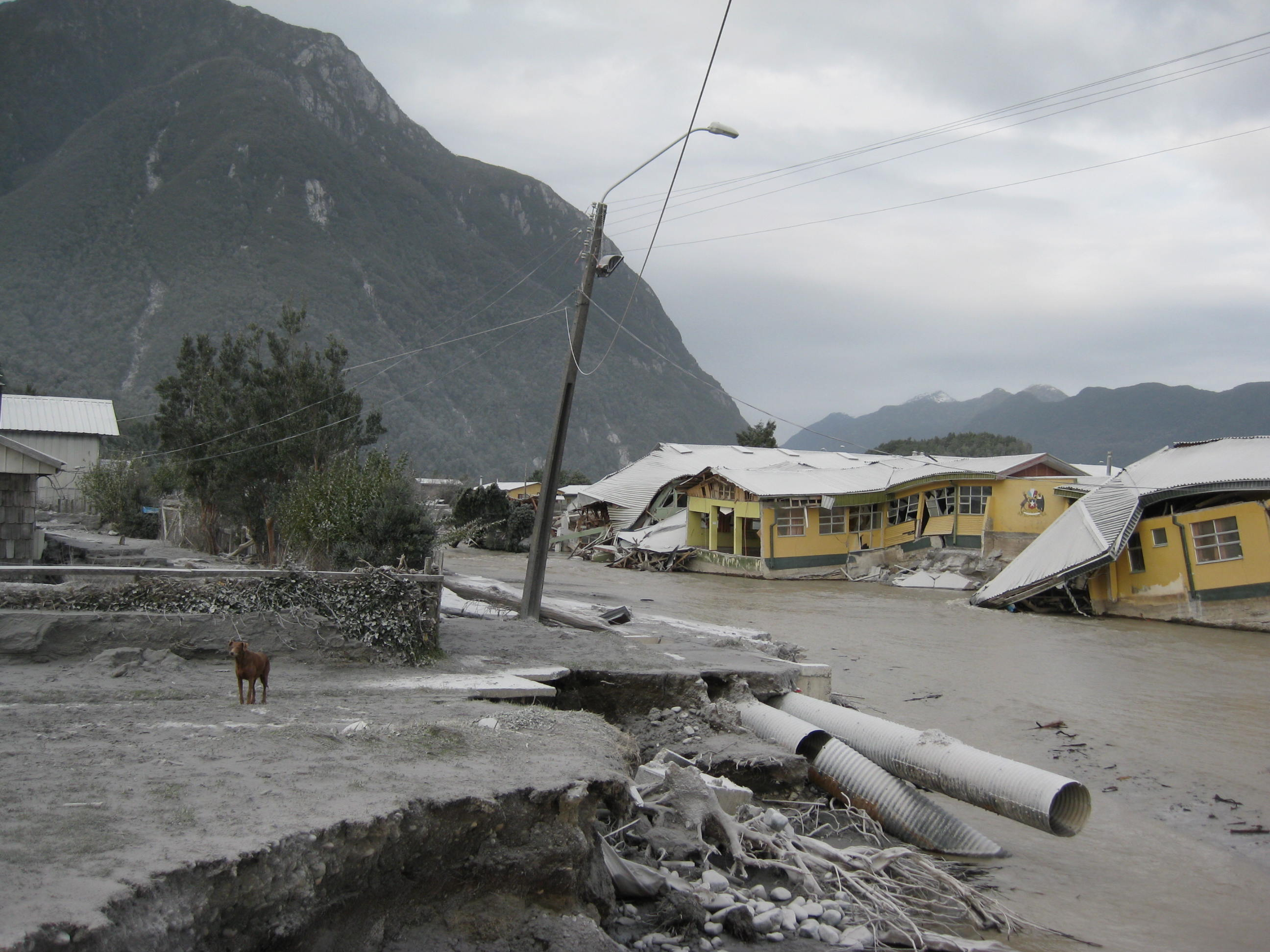
Liceo Italia de Chaitén destruït pel desbordament del riu Blanco.